# Armenteule
Armenteule korábbi község Franciaországban, Hautes-Pyrénées megyében. Lakosainak száma 62 fő (2018. január 1.). Armenteule Estarvielle, Génos, Loudenvielle, Loudervielle és Adervielle-Pouchergues községekkel határos.
2016. január 1-jén a korábbi Loudenvielle községgel egyesült és az így létrejött (azonos nevű) Loudenvielle új község része lett.

## Fekvése
A Génos-tó északkeleti partján található. 

## Leírása
Armenteule egy körülbelül harminc lakosú kis falu a Louron-völgy szívében. A 950 méteres magasságban fekvő falu gazdasága az agropásztorkodás és a palatermelés között oszlik meg. 

## Nevezetességek
- Saint-Félix templom: A központtól távolabb, a falu északi részén található. A templom eleinte csak egy egyszerű szerkezetből állt, a 16. században erősítették meg támpillérekkel. Az épület belsejében érdekesek falfestmények, valamint ugyancsak a 16. századból való hajófreskók találhatók.

## Népesség
A település népességének változása:
| Lakosok száma | 31   | 29   | 36   | 31   | 29   | 63   | 60   | 60   | 63   | 62   |
|               | 1962 | 1968 | 1975 | 1990 | 1999 | 2008 | 2010 | 2015 | 2017 | 2018 |